# Ceratocaryum decipiens
Ceratocaryum decipiens är en gräsväxtart som först beskrevs av Nicholas Edward Brown, och fick sitt nu gällande namn av Hans Peter Linder. Ceratocaryum decipiens ingår i släktet Ceratocaryum och familjen Restionaceae. Inga underarter finns listade i Catalogue of Life.